# Елизабет Шарлота фон Дона
Елизабет Шарлота фон Дона (на немски: Elisabeth Charlotte zu Dohna) е графиня и бургграфиня от Дона-Карвинден и чрез женитба графиня на Лимбург-Щирум и господарка на Бронкхорст и Боркуло.

## Биография
Родена е на 14 януари 1625 година в Карвинден (Карвини, Полша). Тя е голямата дъщеря на граф и бургграф Кристоф II фон Дона (1583 – 1637), губернатор на княжество Оранж, и съпругата му графиня Урсула фон Золмс-Браунфелс (1594 – 1657), дъщеря на граф Йохан Албрехт I фон Золмс-Браунфелс (1563 – 1623) и графиня Агнес фон Сайн-Витгенщайн (1568 – 1617).
Елизабет Шарлота фон Дона умира на 18 март 1691 година в замък Боркуло в Боркуло, Гелдерланд, Нидерландия, на 66-годишна възраст.

## Фамилия
Елизабет Шарлота фон Дона-Карвинден се омъжва на 5/15 юни 1643 г. в замък Бюрен, Швейцария, за граф Ото фон Лимбург-Щирум-Бронкхорст (* 1620; † 27 август 1679), най-големият син на граф Херман Ото I фон Лимбург-Щирум (1592 – 1644) и съпругата му Анна Магдалена, фрайин Шпиз фон Бюлесхайм цу Фрехен (ок. 1600 – 1659. Те имат девет деца:
- Амалия Луиза Вилхелмина (16 октомври 1646 – 1721)
- Ото Христофел (януари 1648 – май 1673, убит в Бреда)
- Фридрих Вилхелм I (12 юли 1649 – 13 юли 1722), знаменосец в Гелдерн и Цутфен, женен на 11 февруари 1683 г. в Леуварден за Луция фон Айлва тот Каминга (5 август 1660 – 25 май 1722)
- Карл (1 септември 1650 – 1667)
- Мария Урсула (1652 – юли 1718)
- Лудвиг Хайнрих (+ 1653)
- Густав (1655 – 14 юли 1661)
- Адолф Гелдер (1659 – 7 август 1676, убит в Маастрихт)
- Георг Албрехт (12 април 1661 – 1 юли 1690, убит в битката при Фльорюс), полковник, женен на 2 февруари 1684 г. в Шевенинген, Хага за фрайин Елизабет Филипина фон Боетцелаер (1663 – 19 октомври 1692)